# Italiensk salat
Italiensk salat er pålæg til smørrebrød bestående af grønne ærter, hvide aspargesstykker og rød-orange gulerodsterninger med mayonnaise.
Italiensk salat kaldes i Italien insalata russa, "russisk salat". En teori er, at navnet "italiensk salat" er opstået, fordi ingredienserne har farver som det italienske flag (grøn, hvid, rød). Det kan muligvis dreje sig om en folkeetymologi, eftersom afgørende belæg ikke er fundet.